# Калегин, Евгений Вениаминович
Евгений Вениаминович Калегин (род. 6 сентября 1954) — советский и российский шахматист, гроссмейстер[уточнить] (2011). Тренер.
Воспитанник ДСО «Труд», «Урожай» (тренер — В. А. Татаринцев).
В составе команды «Кадыр» победитель 2-го командного чемпионата России (1994) в Колонтаеве Московской области.
В составе команды «Полёт — Кадыр» бронзовый призёр 11-го Кубка европейских клубов (1995) в Любляне.
Участник 11-го личного чемпионата Европы (2010) в г. Риека (+5 −4 =2).
Выполнил первую гроссмейстерскую норму в 2006 году на турнире в Барселоне, вторую — в 2008 года на Aeroflot Open в Москве, третью — в 2009 на турнире в Евпатории. Звание гроссмейстера было присвоено в 2011 году в возрасте 57 лет.
В 2014 году выиграл чемпионат Европы по рапиду среди сеньоров в категории 50+.
В 2017 году разделил 2-3 места (вместе с Геннадием Туником) на чемпионате Европы среди сеньоров.
В 2024 году выиграл чемпионат Азии по блицу среди ветеранов в категории 65+.
Живёт в Уфе. С 1997 по 2014 работал тренером Республиканской ДЮСШ по шахматам в г.Уфе.

## Изменения рейтинга
| Графики недоступны из-за технических проблем. См. информацию на Фабрикаторе и на mediawiki.org. |